# Nonvilliers-Grandhoux
Nonvilliers-Grandhoux – miejscowość i gmina we Francji, w Regionie Centralnym, w departamencie Eure-et-Loir.
Według danych na rok 1990 gminę zamieszkiwało 315 osób, a gęstość zaludnienia wynosiła 15 osób/km² (wśród 1842 gmin Centre, Nonvilliers-Grandhoux plasuje się na 827. miejscu pod względem liczby ludności, natomiast pod względem powierzchni na miejscu 624.).